# Гемме (виноробна зона)

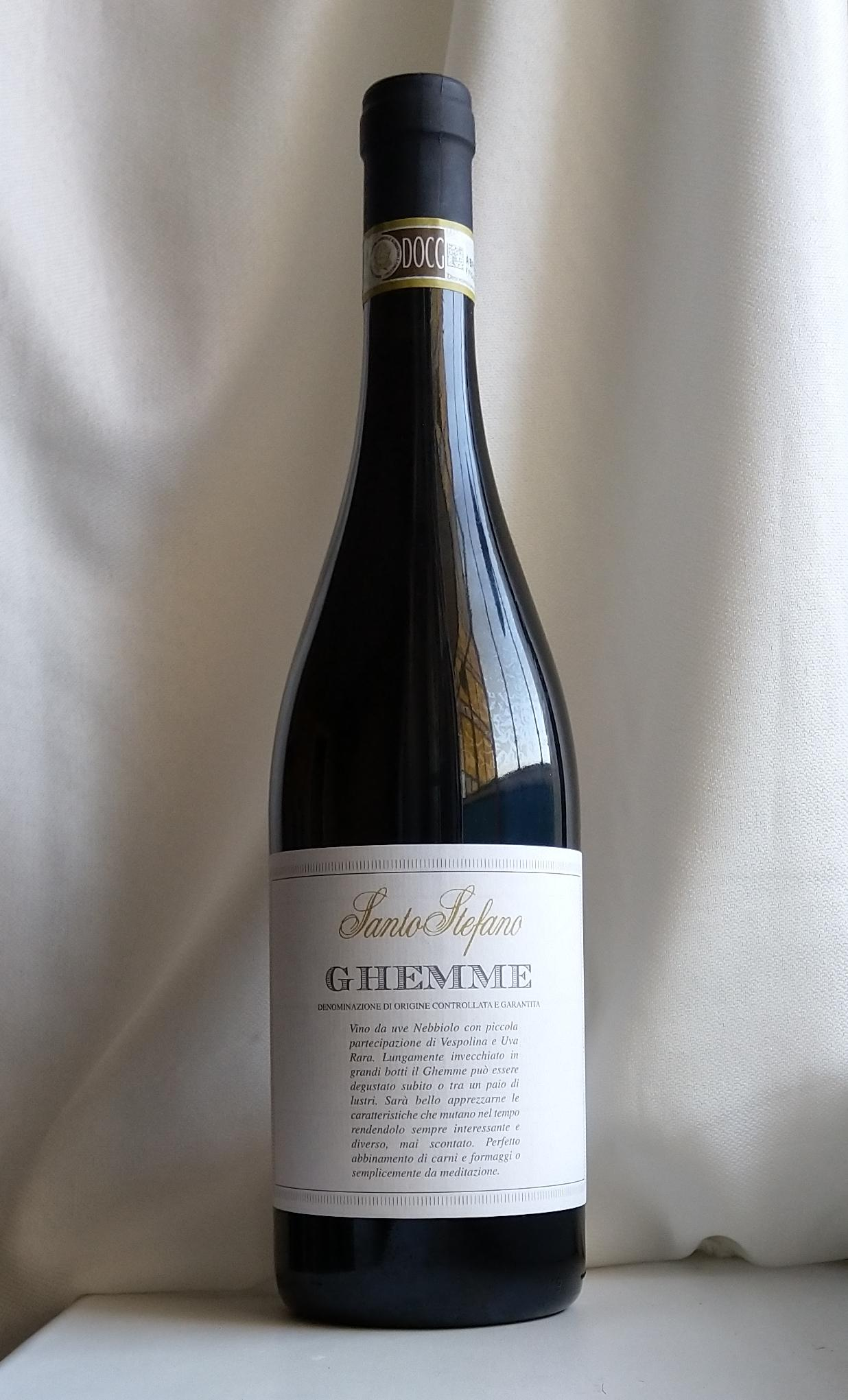
Пляшка вина гемме

Гемме (італ. Ghemme DOCG) — виноробна зона в італійській провінції Новара (регіон П'ємонт). У 1969 році зона отримала статус DOC, у 1997 статус DOCG.

## Сорт винограду
Дозволяється виробляти вино з Неббіоло, вміст якого у суслі повинен бути не менше 85 %, інші 15 % можуть складати місцеві сорти винограду — весполіна або бонарда ді новарезе, які можуть додаватись поодинці або спільно. Також може вироблятись моносортове вино з неббіоло. Для виробництва вина врожайність контролюється та не повинна перевищувати 8 тон з гектара, або 7,2 тони з гектара, якщо на етикетці вказується назва виноградника.

## Теруар
Виноградники ростуть на пагорбах від 220 до 400 м заввишки. Ґрунти зазвичай важкі, глинисті, насичені розчинними мінеральними солями. Також можуть зустрічатися галькові ґрунти. 

## Географічне розташування
Невелика виноробна зона, площа виноградників складає 85 га, займає частину муніципалітету Гемме та частину муніципалітету Романьяно-Сезія.

## Вимоги до виробництва вина
У Гемме виробляють червоне сухе вино з однойменною назвою та вино категорії італ. riserva. Вміст алкоголю не повинен бути менше 12 ° для звичайних вин та не менше 12,5 ° для вин категорії італ. riserva. Зазвичай вміст алкоголю вище. Мінімальна загальна кислотність 4,5 г/л. Виробництво та фасування вина повинно проводитись у межах виноробної зони. Звичайне вино повинно витримуватись не менше 34 місяців, з яких як мінімум 18 місяців у дерев'яних бочках. Вино категорії італ. riserva повинно витримуватись не менше 4 років, з яких не менше 2 років у дерев'яних бочках. Відлік витримки починається 1 листопада року врожаю винограду. Пляшки, в які розливають вино для збуту, повинні мати традиційну форму, бути з темного скла та з корковою пробкою.

## Характеристика вина
Вино відрізняється гарним потенціалом для витримки завдяки високому вмісту танінів та високій кислотності. Вино з гарною структурою, червоно-рубінового кольору з гранатовими відблисками. При витримці колір змінюється у бік гранатового та цегляного. Запах характерний, тонкий, приємний та ефірний. Смак сухий, м'який, з приємно гіркуватою, гармонійною основою. Вино гарно підходить до смаженого червоного м'яса, дичини, тушкованого м'яса, гострих сирів. Бажано декантувати вино перед споживанням.